# Pavlov Cup 2010
Il Pavlov Cup 2010 è stato un torneo di tennis facente parte della categoria ITF Women's Circuit nell'ambito dell'ITF Women's Circuit 2010. Il torneo si è giocato a Minsk in Bielorussia dall'1 al 7 marzo 2010 su campi in cemento e aveva un montepremi di 25 000 $.

## Vincitrici

### Singolare
Anna Lapuščenkova ha battuto in finale  Lesya Tsurenko con il punteggio di 6–1 3–6 7–6(2)

### Doppio
Elena Bovina /  Irena Pavlović hanno battuto in finale  Maret Ani /  Vitalija D'jačenko con il punteggio di 6–0 6–1